# سازمان انقلابی خلق مسلح
سازمان انقلابی خلق مسلح (اسپانیایی: Organización Revolucionario del Pueblo en Armas‎) ; (ORPA) یا (اورپا) یکی از چهار گروه مقاومت مسلحی است که در جنگ‌های داخلی گواتمالا شرکت داشت.
در دهه ۱۹۷۰ سازمان انقلابی خلق مسلح در کوه‌ها و جنگل‌های گواتمالا تشکیل شد. سازمان انقلابی سازمان ملل متحد (ORPA) توسط روشنفکران محلی و جوانان آغاز به کار کرد. این سازمان در میان گروه‌های مختلف چریکی گواتمالایی، به نظر می‌رسید که کمتر دست به اعمال خشونت‌آمیز می‌زند. یکی از دلایل این رویکرد این بود که این گروه توسط رودریگو آستوریاس، پسر میگل آنخل آستریاس برنده گواتمالایی جایزه نوبل ادبیات، رهبری می‌شد. اورپا همچنین گروهی بود که برخلاف کشتارهای ارتش گواتمالا در روستاهای این کشور نتوانست آنرا متلاشی کند. این گروه از روستاها بعنوان پایگاه‌های علنی اش استفاده نکرد. یکی دیگر از احتمالات این است که صاحبان مزارع نیاز به کارگرانشان داشتند و مانع ارتش شدند که آنها را کشتار کند.